# Oakville (Missouri)
Oakville ist eine Siedlung auf gemeindefreiem Gebiet, die zu statistischen Zwecken als Census-designated place (CDP) geführt wird. Oakville liegt im St. Louis County im US-amerikanischen Bundesstaat Missouri und ist Bestandteil der Metropolregion Greater St. Louis. Das U.S. Census Bureau hat bei der Volkszählung 2020 eine Einwohnerzahl von 36.301 ermittelt.

## Geografie
Oakville liegt im südwestlichen Vorortbereich von St. Louis, etwa einen Kilometer oberhalb der Mündung des Meramec River in den Mississippi, der die Grenze zu Illinois bildet. Oakville liegt auf 38°28′12″ nördlicher Breite und 90°18′16″ westlicher Länge. Oakville erstreckt sich über 46,8 km², die sich auf 41,6 km² Land- und 5,2 km² Wasserfläche verteilen. 
Oakville liegt in der Oakville Township, deren Territorium zum größten Teil aus dem Ort besteht.
Benachbarte Orte von Oakville sind Mehlville (5,6 km nördlich), Columbia auf dem gegenüberliegenden Mississippiufer in Illinois (14,3 östlich), Imperial (15,6 km südsüdwestlich) und Arnold (9,7 km südwestlich). Das Zentrum der Stadt St. Louis liegt 22,3 km nordöstlich.

## Verkehr
Durch Oakville verläuft entlang des Mississippi die Missouri State Route 231. Alle weiteren Straßen sind County Roads oder weiter untergeordnete innerörtliche Verbindungsstraßen.
Entlang des Mississippi verläuft eine Eisenbahnlinie, die von der Union Pacific Railroad, der BNSF Railway sowie von Amtrak betrieben wird.
Der Lambert-Saint Louis International Airport liegt 45,4 km nördlich von Oakville.

## Demografische Daten
Nach der Volkszählung im Jahr 2010 lebten in Oakville 36.143 Menschen in 13.788 Haushalten. Die Bevölkerungsdichte betrug 868,8 Einwohner pro Quadratkilometer. In den 13.788 Haushalten lebten statistisch je 2,61 Personen. 
Ethnisch betrachtet setzte sich die Bevölkerung zusammen aus 96,0 Prozent Weißen, 0,8 Prozent Afroamerikanern, 0,1 Prozent amerikanischen Ureinwohnern, 1,8 Prozent Asiaten sowie 0,3 Prozent aus anderen ethnischen Gruppen; 1,0 Prozent stammten von zwei oder mehr Ethnien ab. Unabhängig von der ethnischen Zugehörigkeit waren 1,4 Prozent der Bevölkerung spanischer oder lateinamerikanischer Abstammung. 
22,8 Prozent der Bevölkerung waren unter 18 Jahre alt, 62,9 Prozent waren zwischen 18 und 64 und 14,3 Prozent waren 65 Jahre oder älter. 51,0 Prozent der Bevölkerung war weiblich.
Das mittlere jährliche Einkommen eines Haushalts lag bei 77.128 USD. Das Pro-Kopf-Einkommen betrug 35.176 USD. 1,8 Prozent der Einwohner lebten unterhalb der Armutsgrenze.

## Persönlichkeiten
- Bridgett Riley (* 1973), Stuntfrau und Schauspielerin
- Steve Ralston (* 1974), Fußballspieler
- David McIntyre (* 1987), Eishockeyspieler